# Katel Kollet
 Katell Kollet ou Katel Kollet (ou Catel Collet) est un personnage semi-légendaire connu dans une bonne partie de la Bretagne bretonnante, du Léon (nord du Finistère) au Pays Pourlet (région de Guémené-sur-Scorff en Bretagne dans le Morbihan) dont l'histoire a fait l'objet de récits légendaires ainsi que d'une gwerz. Le personnage est aussi représenté sur certains calvaires bretons comme ceux de Guimiliau ou de Plougastel-Daoulas.

## Sa vie semi-légendaire

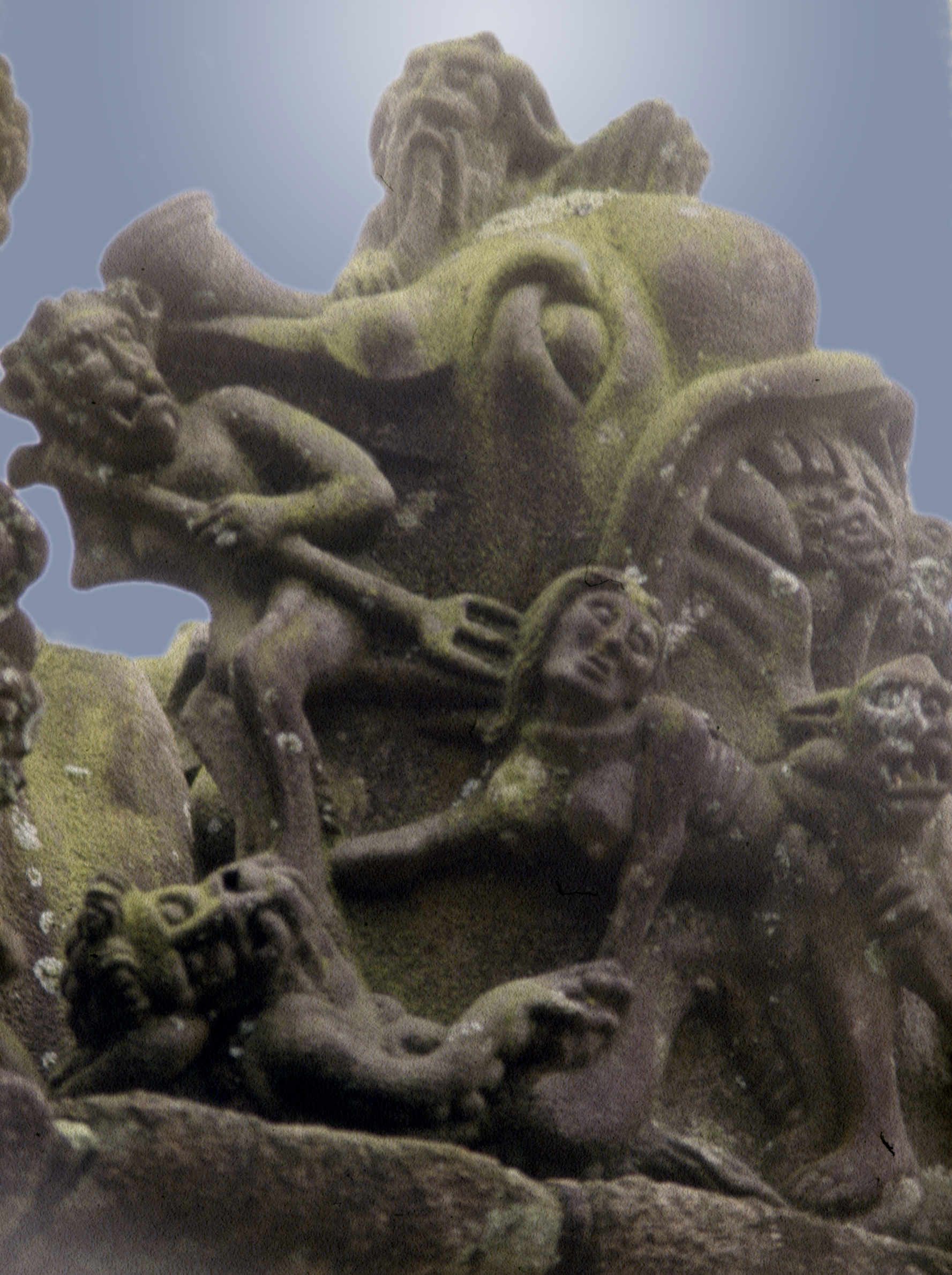
Représentation sur le calvaire de Guimiliau.

Katell Kollet serait née à La Roche-Maurice près de Landerneau. « Ceci se passait avant qu’Arthur de Bretagne eût été meurtri par Jean sans cœur et sans terre » écrit Ernest Laurens de la Barre qui a transcrit ce récit dans Fantômes bretons en 1879, qui poursuit : « Elle aimait le plaisir et les fêtes à la folie ; la danse était sa vie ». Le sire de La Roche (La Roche-Maurice) la fit enfermer dans une tour de son château en raison de son manque de sagesse, « lui disant qu’elle y resterait jusqu’au jour où elle aurait donné le titre d’époux à l’un de ses nombreux prétendants ».
Mais elle s'échappe, avec la complicité de son serviteur, Salaün, et s'enfuit au Pardon de La Martyre. Elle dansa avec lui une gavotte endiablée toute la nuit.
« Le lendemain, à l’aube du jour, on eût pu voir étendus côte à côte, sur l’herbe foulée du carrefour, deux corps inanimés ; tous deux jeunes et beaux portaient sur le visage la pâleur de la mort. Un nain noir et hideux les contemplait en ricanant. C’étaient nos deux fiancés : Salaün et Katell... Katell désormais appelée Kollet dans les souvenirs populaires ; Kollet, c’est-à-dire perdue ou damnée, à cause de son amour immodéré du plaisir et de la danse ! »

## Œuvres évoquant Katel Kollet
- Chant :
  - La gwerz Katel Kollet est fréquemment jouée en public, par exemple à Groix le 18 décembre 2011[2] ou à Guidel le 22 janvier 2012.

« Les chansons, interprétées en breton et a capella, retracent la vie de Katell, héroïne d'une gwerz (chant racontant une histoire). Ces chants traditionnels, savamment choisis, sont arrangés de manière originale et interprétés de très belle façon par les trois compères. Les voix se répondent, se tuilent, se croisent. Sur une danse, une voix de basse évoque un bourdon, tandis que les deux autres dialoguent plus haut dans la gamme rappelant le biniou et la bombarde. Plus loin, un soliste offre un chant profond dans sa plus grande authenticité. Les chanteurs rivalisent de dextérité et s'amusent dans une version particulièrement vivante de Gosperoù Ar Raned, l'une des gwerz les plus connues en Bretagne. »

- - La chanson Fulenn du groupe Alvan & Ahez, sélectionnée pour représenter la France à l'Eurovision 2022 s'inspire de cette légende[4].

- Poème :
  - Katel Kollet par Korinkor (novembre 2011)[5].

- Film : 
  - Non ma fille, tu n'iras pas danser de Christophe Honoré (2009)[6].